# 1996 FW4
1996 FW4 är en asteroid i huvudbältet som upptäcktes den 22 mars 1996 av NEAT vid Haleakalā-observatoriet.
Asteroiden har en diameter på ungefär 14 kilometer och den tillhör asteroidgruppen Themis.